# Megamind vs. the Doom Syndicate
Megamind vs. the Doom Syndicate é um filme de super-heróis animado de 2024. Foi anunciado como uma continuação de Megamente e o piloto da série de televisão Megamind Rules!.
Diferente do seu antecessor, o filme foi produzido pela DreamWorks Animation Television, sendo lançado em primeiro de março de 2024 diretamente para o serviço de streaming Peacock.
O filme recebeu críticas extremamente negativas, devido ao orçamento menor comparado ao original, a falta dos atores originais do elenco do filme antecessor, e o roteiro que contradizia a história já determinada no filme original.

## Elenco

### Principal
- Keith Ferguson como Megamente.
- Laura Post como Roxanne Ritchi.
- Josh Brener como Ol' Chum.
- Maya Aoki Tuttle como Keiko Morita.

### O Sindicato da Perdição
- Emily Tunon como Lady Doppler.
- Scott Adsit como Pierre Pressure.
- Talon Warburton como Lord Nighty-Knight.
- Chris Sullivan como Behemoth.

### Coadjuvante
- Adam Lambert como Machiavillain.
- Roger Craig Smith como prefeito Jody Smelt.
- Jeanine Mason como Christina Christo.
- Todd Haberkorn como Big King Fish.
- Eric Murphy como Blue Mackerel.
- Joey Rudman como Red Snapper.
- Tony Hale como Mr. Donut.
- Michael Beattie como Eccentric Eddie.
- Eric Fogel como Polly 227.

## Recepção
O filme recebeu críticas drasticamente negativas. O crítico Ryan Leston da IGN deu a nota quatro de dez para o filme. Nell Minow da RogerEbert.com deu a nota dois de quatro, afirmando que o filme " é intermitentemente engraçado e brevemente comovente, como se tivessem passado o original pela máquina de lavar algumas vezes e depois o tivessem enviado por fax. [...]"
No Rotten Tomatoes, o filme possui 9% de aprovação pelos críticos com base em 11 críticas e 6% pela audiência.